# Сошанське
Соша́нське — село в Україні, у Самгородоцькій громаді Хмільницького району Вінницької області. Населення становить 581 особу.

## Історія
Станом на 1885 рік у колишньому власницькому селі Самгородської волості Бердичівського повіту Київської губернії мешкало 523 особи, налічувалось 71 дворове господарство, існували православна церква та постоялий будинок.
За переписом 1897 року кількість мешканців зросла до 1171 особи (578 чоловічої статі та 593 — жіночої), з яких 1027 — православної віри, 119 — римо-католицької.
Село постраждало внаслідок Голодомору 1932-33 років. З 1500 мешканців села вижило 800, тобто загинула майже половина мешканців села..

## Пам'ятки
- Ботанічна пам'ятка природи місцевого значення Софора японська